# 24. Goya-gála
A 24. Goya-gála során a 2009-ben bemutatott spanyol filmeket értékelték. A jelölteket az Academy of Cinematographic Arts and Sciences of Spain választotta ki. A madridi Palacio Municipal de Congresosban tartott ceremóniát a Televisión Española közvetítette 2010. február 14-én, ez volt az első olyan gála, amit a TVE reklámszünetek nélkül adott le. A műsor házigazdája Andreu Buenafuente volt. A gála során Antonio Mercero kapta meg a tiszteletbeli Goya-díjat. A ceremónia során Ángeles González-Sinde, a spanyol filmakadémia elnöke beszédet mondott, amiben az internetes kalózkodás elleni küzdelemre szólított fel, hogy megakadályozzák a spanyol mozi halálát.

## Győztesek és jelöltek
A nyertesek félkövérrel jelölve.

### Fő díjak
| Legjobb film | Legjobb rendező |
| --- | --- |
| - 211-es cella - Agora - A győzelem tánca - Szemekbe zárt titkok | - Daniel Monzón – 211-es cella - Alejandro Amenábar – Agora - Fernando Trueba – A győzelem tánca - Juan José Campanella – Szemekbe zárt titkok |
| Legjobb férfi főszereplő | Legjobb női főszereplő |
| - Luis Tosar – 211-es cella - Jordi Mollà – A költő életei - Ricardo Darín – Szemekbe zárt titkok - Antonio de la Torre – Kövéren szép az élet                         | - Lola Dueñas – Élek és szeretek - Rachel Weisz – Agora - Penélope Cruz – Megtört ölelések - Maribel Verdú – Tetro |
| Legjobb férfi mellékszereplő | Legjobb női mellékszereplő |
| - Raúl Arévalo – Kövéren szép az élet - Carlos Bardem – 211-es cella - Antonio Resines – 211-es cella - Ricardo Darín – A győzelem tánca                               | - Marta Etura – 211-es cella - Vicky Peña – A költő életei - Pilar Castro – Kövéren szép az élet - Verónica Sánchez – Kövéren szép az élet |
| Legjobb eredeti forgatókönyv | Legjobb adaptált forgatókönyv |
| - Agora – Alejandro Amenábar, Mateo Gil - After – Rafael Cobos, Alberto Rodríguez - Kövéren szép az élet – Daniel Sánchez Arévalo - Megtört ölelések – Pedro Almodóvar | - 211-es cella – Jorge Guerricaechevarría, Daniel Monzón - A győzelem tánca – Antonio Skármeta, Fernando Trueba, Jonás Trueba - A költő életei – Miguel Dalmau, Miguel Ángel Fernández, Joaquín Górriz, Sigfrid Monleón - Szemekbe zárt titkok – Juan José Campanella, Eduardo Sacheri |
| Legjobb új színész | Legjobb új színésznő |
| - Alberto Ammann – 211-es cella - Fernando Albizu – Kövéren szép az élet - Gorka Otxoa – A nyámnyila - Pablo Pineda – Élek és szeretek                                 | - Soledad Villamil – Szemekbe zárt titkok - Blanca Romero – After - Leticia Herrero – Kövéren szép az élet - Nausicaa Bonnin – Három nap a családdal |
| Legjobb iberoamerikai film | Legjobb európai film |
| - Szemekbe zárt titkok – Argentína - Dawson Isla 10 – Chile - Gigante – Uruguay - Fausta éneke – Peru                                                                  | - Slumdog Millionaire – Egyesült Királyság - Az osztály – Franciaország - Engedj be! – Svédország - Isten hozott az Isten háta mögött – Franciaország |
| Legjobb új rendező | Legjobb animációs film |
| - Mar Coll – Három nap a családdal - David Planell – A szégyen - Borja Cobeaga – A nyámnyila - Antonio Naharro, Álvaro Pastor – Élek és szeretek                       | - 51-es bolygó - Animal Channel - Pérez, el ratoncito de tus sueños 2 - Cher ami |

### Egyéb díjak
| Legjobb operatőr | Legjobb vágás |
| --- | --- |
| - Agora – Xavi Giménez - After – Álex Catalán - 211-es cella – Carles Gusi\|ca - Szemekbe zárt titkok – Félix Monti | - 211-es cella – Mapa Pastor - Agora – Nacho Ruiz Capillas - Kövéren szép az élet – David Pinillos, Nacho Ruiz Capillas - A győzelem tánca – Carmen Frías                                                  |
| Legjobb látványtervezés | Legjobb gyártásvezető |
| - Agora – Guy Hendrix Dyas - 211-es cella – Anton Laguna - A győzelem tánca – Verónica Estudillo - Szemekbe zárt titkok – Marcelo Pont | - Agora – José Luis Escolar - 211-es cella – Alicia Tellería - Che – Cristina Zumárraga - A győzelem tánca – Eduardo Castro                                                                                |
| Legjobb hang | Legjobb vizuális effektusok |
| - 211-es cella – Sergio Burmann, Jaime Fernández, Carlos Faruolo - Agora – Peter Glossop, Glenn Freemantle - A győzelem tánca – Pierre Gamet, Nacho Royo-Villanova, Pelayo Gutiérrez - Tokiói légyottok – Aitor Berenguer, Marc Orts, Fabiola Ordoyo | - Agora – Chris Reynolds, Félix Bergés - 211-es cella – Raúl Romanillos, Guillermo Orbe - Rec 2. – Salvador Santana, Álex Villagrasa - Spanish Movie – Pau Costa, Lluís Castells                           |
| Legjobb jelmeztervezés | Legjobb smink |
| - Agora – Gabriella Pescucci - A győzelem tánca – Lala Huete - A költő életei – Cristina Rodríguez - Megtört ölelések – Sonia Grande | - Agora – Jan Sewell, Suzanne Stokes-Munton - 211-es cella – Raquel Fidalgo, Inés Rodríguez - A költő életei – José Antonio Sánchez, Paquita Núñez - Megtört ölelések – Ana Lozano, Massimo Gattabrusi     |
| Legjobb eredeti filmzene | Legjobb eredeti dal |
| - Megtört ölelések – Alberto Iglesias - Agora – Darío Marianelli - 211-es cella – Roque Baños - Szemekbe zárt titkok – Federico Jusid | - "Yo también" (Guille Milkyway) – Élek és szeretek - "Agallas vs. Escamas" (Hugo Silva) – Agallas - "Stick It to the Man" (Tom Cawte) – 51-es bolygó - "Spanish Song" (Alameda Do Soulna) – Spanish Movie |
| Legjobb rövidfilm | Legjobb animációs rövidfilm |
| - Dime que yo - La Tama - Lala - Terapia | - The Lady and the Reaper - Alma - Margarita - Tachaaan! |
| Legjobb dokumentumfilm | Legjobb rövid dokumentumfilm |
| - Garbo, a kém - Cómicos - La mirada de Ouka Leele - Últimos testigos:Fraga Iribarne-Carrillo, comunista | - Flores de Ruanda - Doppelgänger - En un lugar del cine - Luchadoras |

## Fordítás
- Ez a szócikk részben vagy egészben  a(z)   24th Goya Awards című angol Wikipédia-szócikk fordításán alapul.  Az eredeti cikk szerkesztőit annak laptörténete sorolja fel. Ez a jelzés csupán a megfogalmazás eredetét és a szerzői jogokat jelzi, nem szolgál a cikkben szereplő információk forrásmegjelöléseként.